# Nesalcis
Nesalcis is een geslacht van vlinders van de familie spanners (Geometridae), uit de onderfamilie Ennominae.

## Soorten
- N. croesaria Schaus, 1901
- N. fuscibrunnea Warren, 1896
- N. haematosticta Dyar, 1925